# 安芸津町小松原
安芸津町小松原（あきつちょうこまつばら）とは、広島県東広島市の大字。全域で住居表示未実施である。

## 概要
旧安芸津町の西部に位置しており、かつての早田原村の一部に相当する。西側では呉市（旧安浦町）に面する。1997年には大芝大橋が開通し、大芝島（安芸津町風早）への新たな玄関口となっている。

## 交通

### 鉄道
JR呉線が町内を通るが、駅はない。最寄り駅は風早駅。

### バス
東広島市が運営するコミュニティバス「安芸津海風バス」が町内を走る。
- 小松原・大芝線：安芸津駅 - 小松原 - 大芝島 - 小松原 - 安芸津駅

### 道路

#### 一般国道
- 国道185号

#### その他主要な道路
- 農道小松原大芝線（大芝大橋）

## 施設
- 広島県立豊田高等学校 - 旧広島県立竹原高等学校安芸津分校
- ドライブイン黒浜

## 学区
公立小・中学校に通学する場合、風早小学校および安芸津中学校に通学することになる。
かつては町内に小松原小学校があったが、2011年に閉校し、風早小学校に統合された。

## 世帯数・人口
2024年9月末での世帯数は226世帯、人口は425人である。